# William Tenn
A nu se confunda cu Philip J. Klass (1919 – 2005), ufolog american.
William Tenn a fost pseudonimul lui Philip Klass (n. 9 mai 1920, Londra, Regatul Unit al Marii Britanii și Irlandei – d. 7 februarie 2010, Mt. Lebanon⁠(d), Pennsylvania, SUA), un autor american de literatură științifico-fantastică născut în Marea Britanie, cel mai notabil pentru multe din povestirile sale cu elemente satirice.

## Lucrări scrise
- The Evolution of William Tenn or Myself When Young (1939) - cu toate că aceste povestiri au fost publicate pentru prima dată sub formă de carte de către Pretentious Press în 1995
- Children of Wonder (antologie editată de William Tenn) (1953)
- Of All Possible Worlds (1955)
- The Human Angle (1956)
- Time in Advance (1958)
- A Lamp for Medusa (nuvelă publicată împreună cu The Players of Hell de Dave Van Arnam) (1968)
- Of Men and Monsters (1968) (roman) - este o expansiune a povestirii "The Men in the Walls" din Galaxy Science Fiction, oct. 1963. Lucrarea prezintă extratereștri uriași, superiori din punct de vedere tehnologic, care au cucerit Pământul. Oamenii trăiesc ca paraziți în găurile din materialul izolant al pereților caselor pe care le-au construit monștrii, furișându-se pentru a fura alimente și alte obiecte de la extratereștri. A apărut o nouă ordine socială și religioasă complexă în rândul oamenilor, femeile păstrând cunoștințele și lucrând ca vindecători, în timp ce bărbații servesc ca războinici și hoți. Pentru extratereștri, ființele umane sunt doar o pacoste, nici civilizați, nici inteligenți și sunt în general considerați paraziți buni de exterminat.[10]
- Once Against the Law (1968) (antologie de ficțiune de crimă editată de Tenn și Donald E. Westlake)
- The Seven Sexes (1968)
- The Square Root of Man (1968)
- The Wooden Star (1968)
- Immodest Proposals: The Complete Science Fiction of William Tenn, Volume I  (omnibus) (2000)
- Here Comes Civilization: The Complete Science Fiction of William Tenn, Volume II (omnibus) (2001)
- Dancing Naked, the Unexpurgated William Tenn (non-fiction omnibus) (2004) [Nominalizare Premiul Hugo, Best Related Book, 2005]

Online
- William Tenn: "Constantinople" (text complet) Arhivat în 24 octombrie 2016, la Wayback Machine.
- William Tenn: "Poul Anderson" (text complet) Arhivat în 17 martie 2006, la Wayback Machine.
- William Tenn: "Remembrance of Worldcons Past" (text complet)
- William Tenn: "Welles or Wells: The First Invasion from Mars" (text complet) Arhivat în 24 octombrie 2016, la Wayback Machine.
- "Streets of Mud, Streets of Gold," $25,000 award-winning essay by Fruma Klass (text complet)
- William Tenn: "On Venus, Have We Got a Rabbi!" (text complet)

## Traduceri
- „Cum a fost descoperit Morniel Mathaway”  („The Discovery of Morniel Mathaway”; traducere de Dan Iordache și Dan Merișca), Almanah Anticipația 1986 din 1985. Un artist mediocru și prietenul său supraviețuiesc în cea mai mare parte prin furtul din magazine și duc o viața frugală. Într-o zi, un bărbat apare dintr-o gaură dintr-un perete al camerei lor și anunță că a venit din viitor pentru a se întâlni cu cel mai mare artist care a trăit vreodată. Dar nu recunoaște niciunul dintre tablourile pe care artistul le are acasă și nici măcar nu se apropie de calitatea pe care ar trebui să le aibă.
- „Experimentul Brooklyn” („Brooklyn Project”; traducere Mihai-Dan Pavelescu) în Revista Magazin, #5 (1737) din  1991. Ideea principală a povestirii satirizează guvernul SUA în perioada începutului războiului rece cu URSS. Este dezvoltat un „cronar”, un fel de dispozitiv de călătorie în timp.
- „Bernie - linie - Faust” („Bernie the Faust”; traducere Mihnea Columbeanu), Anticipația CPSF 548-549 din 1998. Conceptul se bazează pe legenda germană a lui „Faust” (un om care face o înțelegere cu diavolul). Diavolul din această povestire este un extraterestru foarte inteligent, care încearcă să cumpere Podul Golden Gate sau Marea Azov printre altele pentru ca extratereștrii să invadeze legal Pământul din cauza unor drepturi comerciale pe care le deține Bernie cu ONU.; dar până la sfârșitul poveștii, atât omul, cât și străinul vor fugi mâncând pământul.

## Legături externe
- William Tenn la Internet Speculative Fiction Database

## Vezi și
- Listă de scriitori de literatură științifico-fantastică
- Listă de scriitori americani
- Cronologia științifico-fantasticului